# Frank Calder (Politiker)
Frank Arthur Calder (* 3. August 1915 in Nass Harbour, British Columbia; † 4. November 2006) war ein Angehöriger der kanadischen First Nation der Nisga’a und setzte sich für die Rechte der Indianer ein. Darüber hinaus war er der erste Status-Indianer, der zur University of British Columbia zugelassen wurde. Außerdem war er der erste, der zur Legislativversammlung von British Columbia zugelassen wurde, als erster Mitglied im kanadischen Parlament und als erster Minister der Krone wurde.
Er war Mitgründer des Nisga’a Tribal Council, des ersten Stammesrats in British Columbia. 20 Jahre lang war er sein Präsident. Er war der erste und einzige, der von den vier Nisga’a-Clans jemals als „Häuptling der Häuptlinge“ bezeichnet wurde.
Auf nationaler Ebene bekannt wurde er vor allem durch den Prozess um Landrechte vor dem Obersten Gerichtshof (Calder versus Attorney General of BC) in Ottawa 1973. Damit wurde erstmals der Anspruch auf indigene Landrechte im kanadischen Gesetz verankert.
Danach wurde Calder durch zahlreiche Ehrungen und Titel ausgezeichnet, unter ihnen inductee to Canada’s First Nation’s Hall of Fame, President Emeritus, Nisga’a Tribal Council, Aboriginal Order of Canada, Officer, Order of Canada, dazu erhielt er den Doctor of Divinity, Doctor of Laws, Licentiate in Theology und National Aboriginal Lifetime Achievement Award, und er wurde in den britisch-kolumbianischen sowie den Orden von Kanada aufgenommen.

## Lebenslauf
Frank Calder wurde 1915 in Nass Harbour geboren. Mit sieben Jahren wurde er zur Coqualeetza Residential School in Sardis geschickt, die zu dieser Zeit von der Methodistenkirche, später von der United Church geleitet wurde. Er wurde der erste Indianer, der an der Chilliwack High School zugelassen wurde, dann der erste, der einen Abschluss am Anglican Theological College an der University of British Columbia erhielt, der späteren Vancouver School of Theology (1946).
Drei Jahre später wurde er in die Gesetzgebende Versammlung gewählt. Er war Mitglied in der Co-operative Commonwealth Federation, die später die New Democratic Party wurde. Nur einmal, 1956, verlor er eine Wahl.
1955 gründete er den Nisga’a Tribal Council und blieb bis 1974 sein Präsident. 1972 wurde er British Columbias erster indigener Minister im Kabinett von David Barrett, doch verlor er diese Stellung als Minister ohne Portfolio bzw. für Indianerangelegenheiten bereits im nächsten Jahr – möglicherweise als Bauernopfer für die in Misskredit geratene Regierung. 1975 wechselte er zur Social Credit Party und schlug den Kandidaten der NDP. Die legendäre Wahl von 1979 verlor er durch eine einzige Stimme, wobei Gerüchte kursierten, er habe sich nicht die Zeit genommen, sich in seinem eigenen Wahlbezirk bei den Nisga’a zu wählen.
Seine Verfahren vor den Obersten Gerichtshöfen der Provinz und dem Appellationsgericht, besonders das vor dem Obersten Gerichtshof in Ottawa, machten ihn über die kanadischen Grenzen hinaus bekannt, nachdem seine Klage sowohl vom Obersten Gerichtshof der Provinz British Columbia als auch vom Court of Appeal, dem Appellationsgerichtshof, abgewiesen worden war. 
Diese Entscheidung von 1973 war die Grundlage für den Vertrag von 2000, in dem sich Kanada erstmals mit einem Indianerstamm einigte. In der Folge musste der so genannte B. C. Treaty Process in Gang gesetzt werden, der die Provinz dazu veranlasste, ein mehrstufiges Verhandlungsverfahren um die Rechte der First Nations zu beginnen. Dieses komplizierte Verfahren dauert bis heute an. Gleichzeitig hat das Verfahren international Aufsehen erregt und hat starke Auswirkungen auf Rechtsstreite ähnlicher Natur in Australien, Südafrika, Neuseeland und in anderen Staaten.
1988 wurde Calder Mitglied des Ordens von Kanada, doch es dauerte bis 2004, dass er auch im Orden von British Columbia Aufnahme fand.
Er starb an Krebs am 4. November 2006.